# Eleição primária do Partido Republicano no Alabama em 2012
A eleição primária do Partido Republicano no estado do Alabama em 2012 foi realizado em 13 de março de 2012. Alabama possui 50 delegados na Convenção Nacional Republicana. Rick Santorum foi declarado o vencedor no estado.
Nas primárias, a votação segue o formato tradicional, no qual os eleitores votam em seu candidato por meio de cédulas. O pré-candidato que vencer a primária ganha os delegados daquele Estado, que irão apoiá-lo na convenção nacional. A primária do Alabama foi do tipo aberta, ou seja, os eleitores republicanos ou de outros partidos puderam participar da votação.

## Pesquisas
| Fonte da pesquisa                                                      | Data                   | 1º                  | 2º                  | 3º                  | Outro                               |
| ---------------------------------------------------------------------- | ---------------------- | ------------------- | ------------------- | ------------------- | ----------------------------------- |
| Public Policy Polling Margem de erro: ± 4% Entrevistados: 600          | 10-11 de março de 2012 | Mitt Romney 31%     | Newt Gingrich 30%   | Rick Santorum 29%   | Ron Paul 8%                         |
| American Research Group Margem de erro: ± 4% Entrevistados: 600        | 9-11 de março de 2012  | Newt Gingrich 34%   | Mitt Romney 31%     | Rick Santorum 24%   | Ron Paul 6%, Outro 1%, Indeciso 4%  |
| Suffolk University/7 News Margem de erro: ± 5% Entrevistados: 500      | 5–9 de março de 2012   | Newt Gingrich 20,7% | Mitt Romney 20,2%   | Rick Santorum 16,7% | Outros 15,1%, Indeciso 27,4%        |
| Rasmussen Reports Margem de erro: ± 4% Entrevistados: 750              | 8 de março de 2012     | Newt Gingrich 30%   | Rick Santorum 29%   | Mitt Romney 28%     | Ron Paul 7%, Outros 1%, Indeciso 6% |
| Capital Survey Research Center Margem de erro: ± 4% Entrevistados: 554 | 6-8 de março de 2012   | Mitt Romney 28,5%   | Newt Gingrich 25,5% | Rick Santorum 21,1% | Ron Paul 4,5%, Indeciso 20%         |